# Seis Naciones M20 2021
El Seis Naciones M20 de 2021 fue la decimocuarta edición del torneo más importante de rugby en Europa para menores de 20 años. 
El torneo se disputó íntegramente en el Cardiff Arms Park de la ciudad de Cardiff en Gales.

## Equipos participantes
- Selección juvenil de rugby de Escocia (Escocia M20)
- Selección juvenil de rugby de Francia (Francia M20)
- Selección juvenil de rugby de Gales (Gales M20)
- Selección juvenil de rugby de Inglaterra (Inglaterra M20)
- Selección juvenil de rugby de Irlanda (Irlanda M20)
- Selección juvenil de rugby de Italia (Italia M20)

## Posiciones
| Pos. | Equipo     | Encuentros | Encuentros | Encuentros | Encuentros | Tantos  | Tantos    | Tantos     | Puntos Bonus | Puntos Totales |
| Pos. | Equipo     | jugados    | ganados    | empatados  | perdidos   | a favor | en contra | diferencia | Puntos Bonus | Puntos Totales |
| ---- | ---------- | ---------- | ---------- | ---------- | ---------- | ------- | --------- | ---------- | ------------ | -------------- |
| 1    | Inglaterra | 5          | 5          | 0          | 0          | 165     | 69        | +96        | 5            | 25             |
| 2    | Francia    | 5          | 4          | 0          | 1          | 150     | 117       | +33        | 3            | 19             |
| 3    | Irlanda    | 5          | 3          | 0          | 2          | 151     | 51        | +100       | 4            | 16             |
| 4    | Gales      | 5          | 2          | 0          | 3          | 91      | 153       | -62        | 1            | 9              |
| 5    | Italia     | 5          | 1          | 0          | 4          | 102     | 98        | +4         | 3            | 7              |
| 6    | Escocia    | 5          | 0          | 0          | 5          | 67      | 189       | -122       | 0            | 0              |

Nota: Se otorgan 4 puntos al equipo que gane un partido, 2 al que empate y 0 al que pierda
Puntos Bonus: 1 punto por convertir 4 tries o más en un partido y 1 al equipo que pierda por no más de 7 tantos de diferencia
3 puntos extras si un equipo logra el Gran Slam

## Resultados

### Primera fecha
| 19 de junio | Escocia | 7 - 38  | Irlanda | Cardiff Arms Park, Cardiff |  |
|             |         | Reporte |         |                            |  |

| 19 de junio | Inglaterra | 38 - 22 | Francia | Cardiff Arms Park, Cardiff |  |
|             |            | Reporte |         |                            |  |

| 19 de junio | Italia | 8 - 25  | Gales | Cardiff Arms Park, Cardiff |  |
|             |        | Reporte |       |                            |  |

### Segunda fecha
| 25 de junio | Inglaterra | 31 - 12 | Escocia | Cardiff Arms Park, Cardiff |  |
|             |            | Reporte |         |                            |  |

| 25 de junio | Italia | 11 - 13 | Francia | Cardiff Arms Park, Cardiff |  |
|             |        | Reporte |         |                            |  |

| 25 de junio | Gales | 12 - 40 | Irlanda | Cardiff Arms Park, Cardiff |  |
|             |       | Reporte |         |                            |  |

### Tercera fecha
| 1 de julio | Escocia | 3 - 43  | Italia | Cardiff Arms Park, Cardiff |  |
|            |         | Reporte |        |                            |  |

| 1 de julio | Francia | 36 - 19 | Gales | Cardiff Arms Park, Cardiff |  |
|            |         | Reporte |       |                            |  |

| 1 de julio | Irlanda | 15 - 24 | Inglaterra | Cardiff Arms Park, Cardiff |  |
|            |         | Reporte |            |                            |  |

### Cuarta fecha
| 7 de julio | Italia | 23 - 30 | Irlanda | Cardiff Arms Park, Cardiff |  |
|            |        | Reporte |         |                            |  |

| 7 de julio | Francia | 45 - 21 | Escocia | Cardiff Arms Park, Cardiff |  |
|            |         | Reporte |         |                            |  |

| 7 de julio | Gales | 3 - 45  | Inglaterra | Cardiff Arms Park, Cardiff |  |
|            |       | Reporte |            |                            |  |

### Quinta fecha
| 13 de julio | Inglaterra | 27 - 17 | Italia | Cardiff Arms Park, Cardiff |  |
|             |            | Reporte |        |                            |  |

| 13 de julio | Irlanda | 28 - 34 | Francia | Cardiff Arms Park, Cardiff |  |
|             |         | Reporte |         |                            |  |

| 13 de julio | Escocia | 24 - 32 | Gales | Cardiff Arms Park, Cardiff |  |
|             |         | Reporte |       |                            |  |

| Bandera de Inglaterra |
| Campeón Inglaterra    |
| Séptimo título        |